# Rennesøy
Rennesøy este o comună din provincia Rogaland, Norvegia.
Se află în Marea Nordului. Are o suprafață de 65,512357339565 km². Populația este de 4.856 locuitori, determinată în 1 ianuarie 2016, prin recensământ.